# Ur Jordens Djup
Albums de Finntroll
Trollhammaren Nifelvind
Ur Jordens Djup est le quatrième album studio du groupe de Folk metal finlandais Finntroll, sorti le 2 avril 2007.

## Titres

### En suédois
1. Gryning
2. Sång
3. Korpens Saga
4. Nedgång
5. Ur Djupet
6. Slagbröder
7. En Mäktig Här
8. Ormhäxan
9. Maktens Spira
10. Under Två Runor
11. Kvällning

### En français
1. Aube
2. Chanson
3. La saga des corbeaux
4. Chute
5. Des profondeurs
6. Frères Guerriers
7. Une puissante horde
8. La sorcière-serpent
9. Sceptre de puissance
10. Sous deux runes
11. Crépuscule

## Musiciens
- Trollhorn: Clavier
- Routa: Guitare
- Vreth: Chant
- B. Dominator: Batterie
- Skrymer: Guitare
- Tundra: Basse

- Katla: Écriture des chansons